# Nicolás Bravo, Tabasco
Nicolás Bravo är en ort i Mexiko.   Den ligger i kommunen Cunduacán och delstaten Tabasco, i den sydöstra delen av landet, 600 km öster om huvudstaden Mexico City. Nicolás Bravo ligger 22 meter över havet och antalet invånare är 424.
Terrängen runt Nicolás Bravo är mycket platt. Runt Nicolás Bravo är det tätbefolkat, med 411 invånare per kvadratkilometer. Närmaste större samhälle är Cárdenas, 16,4 km väster om Nicolás Bravo. Omgivningarna runt Nicolás Bravo är en mosaik av jordbruksmark och naturlig växtlighet.